# Adriene Mishler
Adriene Mishler (* 29. září 1984 Austin, Texas) je americká instruktorka jógy, herečka a podnikatelka. Je tvůrkyní a představitelkou YouTube kanálu Yoga With Adriene a spoluzakladatelkou placené služby s jógovými videi Find What Feels Good.
S více než 13 miliony odběrateli se Yoga with Adriene řadí mezi 500 nejodebíranějších kanálů na YouTube (k březnu 2025). Jejích více než 760 videí má celkový počet zhlédnutí přes 1,6 miliardy (k březnu 2025).

## Životopis
Mishler se narodila v Austinu v Texasu do „umělecky založené rodiny“. Její matka je mexického původu, její otec je Žid. Svou kariéru začala jako profesionální filmová, televizní a hlasová herečka, ale poté, co absolvovala kurz jógy, si Mishler uvědomila, že chce tuto svou zkušenost předávat dál. Absolvovala proto kurz pro učitele jógy.

## Kariéra
Mishler vytvořila kanál Yoga With Adriene v roce 2012 s pomocí svého producenta a obchodního partnera Chrise Sharpea, se kterým se seznámila při práci na hororovém nezávislém filmu. Sharpe již pomohl vytvořit úspěšný YouTube kanál Hilah Cooking a chtěl své dovednosti uplatnit i ve wellness odvětví.
Od roku 2015 spouští Mishler na začátku každého roku 30denní jógovou výzvu, během které vydává od 1. ledna každý den nové video.
V roce 2015 také spustila placenou službu s jógovými videi Find What Feels Good.

## Přijetí
Mishler je v médiích chválena pro svou klidnou povahu a za styl výuky vstřícný k začátečníkům. V roce 2015 byl její kanál nejvyhledávanějším kurzem jógy na Googlu.
V roce 2016 získala cenu Streamy Awards v kategorii „health and wellness“. V roce 2018 měla podle The Guardian 4 miliony odběratelů. Její YouTube kanál získal velkou popularitu během pandemie covidu-19, když si lidé během lockdownů hledali domácí fitness videa. V dubnu 2020 měl její kanál více než 7 milionů odběratelů, na začátku roku 2025 dosáhl na 13 milionů.

## Filmové role
- American Crime (2015) – televizní seriál, režie John Ridley
- Joe (2013) – film, režie David Gordon Green
- Everybody Wants Some!! (2016) – film, režie Richard Linklater
- Day 5 (sezóna 2, 2017) – seriál

## Hlasové herectví
- DC Universe Online (počítačová hra) – hlasy Supergirl, Raven a Lois Lane